# 34e cérémonie des Los Angeles Film Critics Association Awards
La 34e cérémonie des Los Angeles Film Critics Association Awards (LAFCA Awards), décernés par la Los Angeles Film Critics Association, a eu lieu le 9 décembre 2008, et a récompensé les films réalisés dans l'année.

## Palmarès
Note : la LAFCA décerne deux prix dans chaque catégorie ; le premier prix est indiqué en gras.

### Meilleur film
- WALL-E
  - The Dark Knight : Le Chevalier noir (The Dark Knight)

### Meilleur réalisateur
- Danny Boyle pour Slumdog Millionaire
  - Christopher Nolan pour The Dark Knight : Le Chevalier noir (The Dark Knight)

### Meilleur acteur
- Sean Penn pour le rôle éponyme dans Harvey Milk (Milk)
  - Mickey Rourke pour le rôle du catcheur Randy « The Ram » Robinson dans The Wrestler

### Meilleure actrice
- Sally Hawkins pour le rôle de Poppy l’institutrice dans Be Happy (Happy-Go-Lucky)
  - Melissa Leo pour le rôle de Ray Eddy dans Frozen River

### Meilleur acteur dans un second rôle
- Heath Ledger pour le rôle du Joker dans The Dark Knight : Le Chevalier noir (The Dark Knight)
  - Eddie Marsan pour le rôle de Scott, l'acariâtre moniteur d'auto-école dans Be Happy

### Meilleure actrice dans un second rôle
- Penélope Cruz pour ses rôles de Maria-Elena dans Vicky Cristina Barcelona et de Consuela Castillo dans Lovers (Elegy)
  - Viola Davis pour le rôle de Madame Miller dans Doute (Doubt)

### Meilleur scénario
- Be Happy – Mike Leigh
  - Synecdoche, New York – Charlie Kaufman

### Meilleurs décors
- Synecdoche, New York – Mark Friedberg
  - The Dark Knight : Le Chevalier noir (The Dark Knight) – Nathan Crowley

### Meilleure photographie
- Still Life (Sānxiá hǎorén) – Yu Lik-wai
  - Anthony Dod Mantle – Slumdog Millionaire

### Meilleure musique de film
- Slumdog Millionaire  – A. R. Rahman
  - L'Étrange Histoire de Benjamin Button (film) (The Curious Case of Benjamin Button) – Alexandre Desplat

### Meilleur film en langue étrangère
- Still Life (Sānxiá hǎorén)  Chine
  - Entre les murs  France

### Meilleur film d'animation
- Valse avec Bachir (Vals im Bashir)

### Meilleur film documentaire
- Le Funambule (Man on Wire) de James Marsh
  - Valse avec Bachir (Vals im Bashir) d’Ari Folman

### New Generation Award
- Steve McQueen pour son film Hunger

### Career Achievement Award
- John Calley

### Douglas Edwards Experimental/Independent Film/Video Award
- James Benning – RR et Casting a Glance